# ويليام روبرت تايلور
ويليام روبرت تايلور (بالإنجليزية: William Robert Taylor) هو سياسي أمريكي، ولد في 10 يوليو 1820 في الولايات المتحدة، وتوفي في 17 مارس 1909 في مقاطعة دان في الولايات المتحدة. حزبياً، نشط في الحزب الديمقراطي. وقد انتخب حاكم ولاية ويسكونسن ‏ (5 يناير 1874 – 3 يناير 1876) وانتخب عضو جمعية ولاية ويسكونسن وانتخب عضو مجلس ولاية ويسكونسن.